# Округ Маселшел (Монтана)
Маселшел (енгл. Musselshell County) је округ у америчкој савезној држави Монтана.

## Демографија
По попису из 2010. године број становника је 4.538, што је 41 (0,9%) становника више него 2000. године.
| Група             | 2000.         | 2010.         |
| Белци             | 4.314 (95,9%) | 4.278 (94,3%) |
| Афроамериканци    | 3 (0,1%)      | 10 (0,2%)     |
| Азијати           | 7 (0,2%)      | 10 (0,2%)     |
| Хиспаноамериканци | 72 (1,6%)     | 118 (2,6%)    |
| Укупно            | 4.497         | 4.538         |